# بلک درین
 بلک درین رودی است به Drin می‌ریزد. این رود از کشور آلبانی می‌گذرد.